# Гогенлоэ-Шиллингсфюрст, Константин цу
Константин цу Гогенлоэ-Шиллингсфюрст (нем. Konstantin Viktor Ernst Emil Karl Alexander Friedrich Prinz zu Hohenlohe-Schillingsfürst; 8 сентября 1828, замок Вильдек Кургессен — 14 февраля 1896, Вена) — австрийский военный и государственный деятель, обер-гофмейстер венского двора (1866—1896) из рода князей Гогенлоэ.

## Биография
Принц Константин был младшим сыном князя Франца Иосифа цу Гогенлоэ-Шиллингсфюрст и Каролины Фредерики Констанцы Гогенлоэ-Лангенбургской. Его старший брат, князь Хлодвиг, позднее стал рейхсканцлером Германской империи. Сестра, Тереза Амалия, стала супругой князя Фридриха Гогенлоэ-Вальденбург-Шиллинсфюрста, генерал-лейтенанта русской службы.
После окончания гимназии принц Константин в 1848 году вступил на службу в австрийскую армию, в 1849 году принимал участие в кампании в Италии, c 1859 года — флигель-адъютант императора Франца Иосифа I. В 1861 году — подполковник, в 1864 году — полковник. В этом же году принц Гогенлоэ посетил с особой миссией театр боевых действий в Шлезвиг-Гольштейне. Генерал-майор (1866), фельдмаршал-лейтенант (1875), генерал от кавалерии (1884).
С 1865 года — гофмаршал при дворе Франца Иосифа. В 1867 году назначен обер-гофмейстером императора, исполнял эту должность до своей смерти. В то же время вместе с супругой получил личный титул князя.
В 1857 году император Франц Иосиф I издал декрет о расширении Рингштрассе. Одной из задач принца Гогенлоэ стало наблюдение за сохранностью зданий и имущества императорского двора, а также контроль за строительством зданий Венской оперы, а позднее Бургтеатра и двух новых музеев: истории искусств и естествознания; начавшимся в Хофбурге строительством в стиле нео-ампир «Нового замка». Князь Константин принимал участие в подготовке к Всемирной выставке 1873 года, которая проходила на территории Пратера. Один из холмов был назван в его честь.
Князь Гогенлоэ курировал Придворную капеллу, которую он совместно с капельмейстером И. Хербеком хотел реформировать. Под его покровительством находились Академия изобразительных искусств Вены и Австрийский музей искусства и промышленности. С 1870 года — почётный член венского Общества любителей музыки (Gesellschaft der Musikfreunde).
За свою деятельность князь Константин был награждён большим крестом Королевского венгерского ордена Святого Стефана (1873) и орденом  Золотого руна (1867), а также был обладателем высших орденов почти всех европейских королевских домов.
Антон Брукнер посвятил князю Константину Симфонию № 4.

## Брак и дети
В 1859 году в Веймаре принц Константин женился на Марии (1837—1920), дочери светлейшего князя Николая Петровича Сайн-Витгенштейна (1812—1864) и Каролины, урождённой Ивановской (1819—1887). Княжна Мария провела свою молодость в Веймаре в кругу поэтов и художников. В Вене, где она поселилась с мужем, их дворец также стал центром культурной жизни.
У супругов родились шесть детей:
- Франц Иосиф (1861—1871);
- Конрад (1863—1918) — с 1888 года женат на графине Франциске фон Шёнборн-Бухгейм (1866—1937), 5 детей;
- Филипп (1864—1942) - первоначально государственный служащий, позднее член бенедиктинского ордена и профессор теологии в Вене;
- Готфрид (1867—1932) — с 1908 года женат на эрцгерцогине Марии Генриетте Австрийской (1883—1956), 3 детей;
- Вольфганг (1869—1883);
- Доротея (1872—1954) замужем за графом Фолратом фон Ламбергом (1866 – 1958).